# Clan Malcolm

armoiries du chef du Clan Malcolm, Le Malcolm de Poltalloch

Le Clan Malcolm ou Clan MacCallum, est un clan écossais. 
Malcolm Ier fut roi d'Écosse de 943 à 954, Malcolm II, qui unifia le pays, de 1005 à 1034, Malcolm III, célèbre pour sa résistance à Guillaume le Conquérant, de 1057 à sa mort en 1093 et Malcolm IV, régna de 1153 à 1165. 

## Histoire
Le nom MacCallum est dérivé de Mac Ghille Chaluim qui signifie fils du disciple de Columba. Les MacCallum se sont installés à Lorne vers la fin du XIIIe siècle. 
L'historien Ian Grimble contestée l'idée que MacCallum et Malcolm sont simplement des versions interchangeables du même nom. Grimble affirme que Colm était commun dans toutes les zones de peuplement celtique. Le nom Malcolm apparaît comme nom de famille dès le XIVe siècle dans le Dunbartonshire et le Stirlingshire.
En 1414, Ronald MacCaullum de Corbarron est nommé connétable du château de Craignish.
En mai 1562, Donald McGillespie Vich O'Challum reçoit une charte des terres de Poltalloch dans la paroisse de Kilmartin dans le comté d'Argyll de Duncan Campbell de Duntrune. 
Le révérend Archibald MacCallum traduit des parties de la Bible en gaélique. En 1642, il succède à son cousin pour devenir le quatrième Laird de Poltalloch. Son fils est Zachary MacCallum qui fait ses études à l'Université de St Andrews et devient un épéiste réputé. 
Le frère cadet de Zachary est Duncan dont le fils, Neil MacCallum sert dans la marine française et serait le père naturel de Louis-Joseph de Montcalm. Zachary est un partisan du marquis d'Argyll et est tué en 1647 par les forces de Sir Alexander MacDonald à Ederline. 
John Malcolm de Balbedie est chambellan du Fife sous le règne de Charles Ier. Il a quatre fils : Sir John Malcolm qui est créé baronnet de la Nouvelle-Écosse, Alexander Malcolm, Lord Lochore qui devient juge, James Malcolm qui combat pour John Graham (1er vicomte de Dundee) à la bataille de Killiecrankie et Michael Malcolm. 
À la fin du XVIIIe siècle, le chef Dugald MacCallum, le neuvième de Poltalloch change son nom de famille en Malcolm. De la lignée de chefferie Malcolm, l'amiral Pulteney Malcolm (en) est commandant en chef de Sainte-Hélène. Il commande également le HMS Royal Oak.
Selon les recherches du Center for the Study of the Legacies of British Slave-ownership, au cours des XVIIIe et XIXe siècles, la famille Malcolm a considérablement augmenté sa richesse en raison de ses activités de traite des esclaves et de sa propriété de plantations en Jamaïque. Les archives montrent que Neill Malcolm possédait plus de 2 000 esclaves dans 11 plantations distinctes. Il s'oppose à l'abolition et réclame une compensation pour la perte de ses esclaves en 1834 de la part de la Commission d'indemnisation des esclaves.
John Wingfield Malcolm de Poltalloch est créé Lord Malcolm en 1896 et est décédé en 1902, lorsque la pairie s'est éteinte, bien que son frère ait hérité de son domaine, et le titre féodal de Malcolm de Poltalloch.